# Liste der Biografien/Hev
Liste der Biografien |
Portal Biografien |
Personensuche
# |
A |
B |
C |
D |
E |
F |
G |
H |
I |
J |
K |
L |
M |
N |
O |
P |
Q |
R |
S |
T |
U |
V |
W |
X |
Y |
Z |
?
 
Ha |
Hd |
He |
Hi |
Hj |
Hk |
Hl |
Hm |
Hn |
Ho |
Hr |
Hs |
Ht |
Hu |
Hv |
Hw |
Hy
 
Hea |
Heb |
Hec |
Hed |
Hee |
Hef |
Heg |
Heh |
Hei |
Hej |
Hek |
Hel |
Hem |
Hen |
Heo |
Hep |
Heq |
Her |
Hes |
Het |
Heu |
Hev |
Hew |
Hex |
Hey |
Hez
Die Liste der Biografien führt alle Personen auf, die in der deutschsprachigen Wikipedia einen Artikel haben. Dieses ist eine Teilliste mit 14 Einträgen von Personen, deren Namen mit den Buchstaben „Hev“ beginnt.

## Hev

### Heve
- Heveling, Ansgar (* 1972), deutscher Politiker (CDU), MdB
- Heveling, Julius (1842–1909), deutscher römisch-katholischer Priester und Politiker (Zentrum), MdA
- Hevelius, Elisabeth (1647–1693), Astronomin
- Hevelius, Johannes (1611–1687), Astronom
- Hevesi, István (1931–2018), ungarischer Wasserballer
- Hevesi, Ludwig (1843–1910), österreichischer Schriftsteller, Journalist, Feuilletonist, Kunstkritiker, Humorist
- Hevesy, George de (1885–1966), ungarischer Chemiker und Nobelpreisträger für Chemie
- Heveus, Julia (* 1996), schwedische Schauspielerin

### Hevi
- Hêvî, Baran (* 1987), deutscher SchauspielerBaran Hêvî (* 1987)

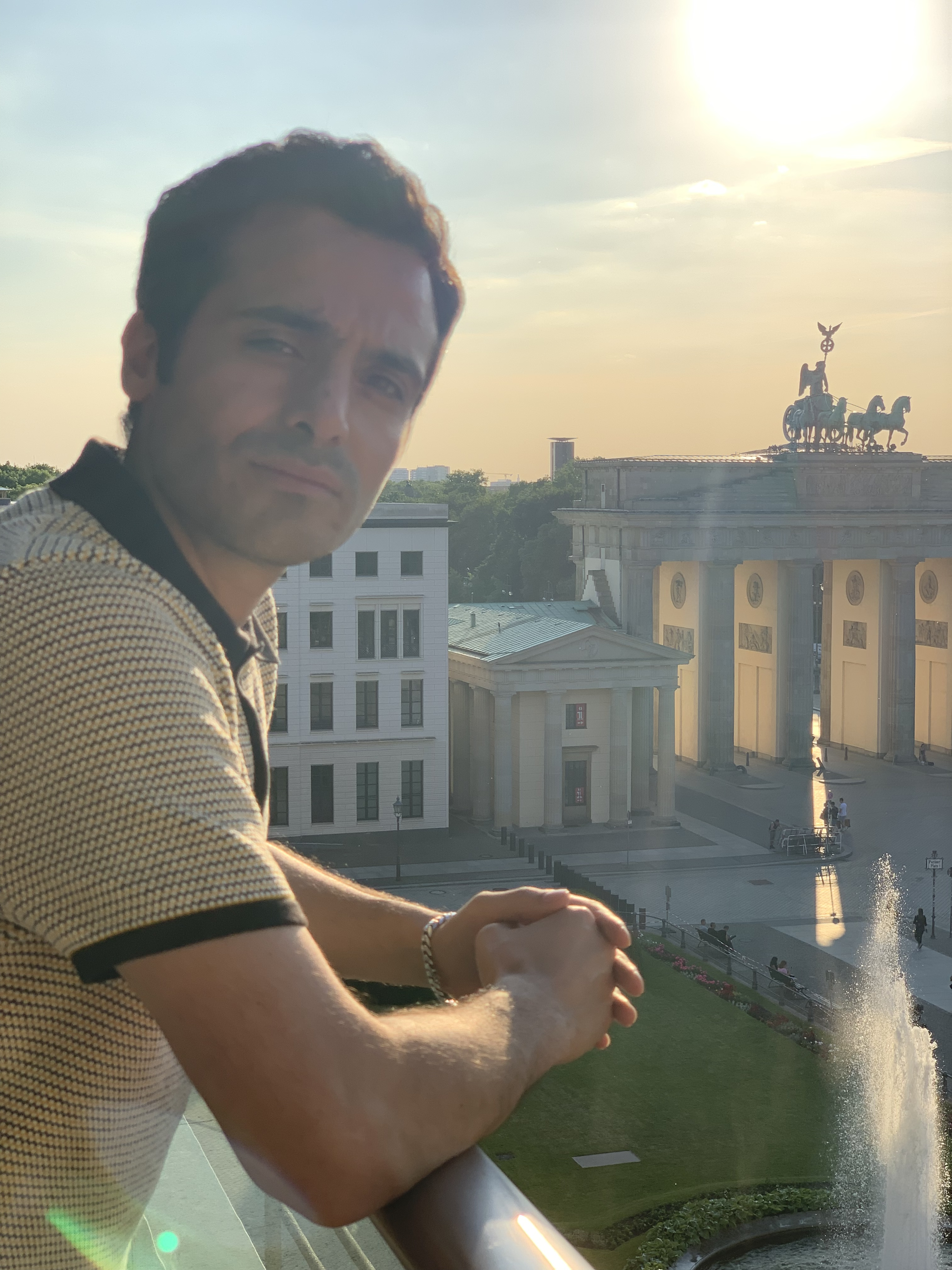
Baran Hêvî (* 1987)

- Hevia, Beatriz (* 1992), chilenische Politikerin und Juristin
- Hevia, Carlos (1900–1964), kubanischer Präsident
- Hevia, José Ángel (* 1967), spanischer Dudelsackspieler und Flötist
- Hevicke, Reinhart (1949–2021), deutscher Künstler, Kunstmaler und Buchillustrator

### Hevr
- Hèvre, Joseph (1827–1907), französischer Politiker